# Avenida Amazonas (Pucallpa)
La Avenida Amazonas es la vía donde divide parte de la ciudad de Pucallpa, en el momento perteneciente al distrito de Yarinacocha. Esta vía conecta varios cruces siendo la más transitada de esta ciudad beneficiando a varios pobladores por el Gobierno regional de Ucayali. Y bajo la colaboración de la semaforización por la Municipalidad provincial de Coronel Portillo.
Uno de los centros comerciales que se puede transportar desde esta avenida es el centro comercial Real Plaza, a la altura de la avenida Centenario, con 35 mil metros cuadrados y tres niveles.